# Hội Kế hoạch hóa Gia đình Việt Nam
Hội Kế hoạch hóa Gia đình Việt Nam là tổ chức xã hội nghề nghiệp phi lợi nhuận của những người và tổ chức hoạt động trong lĩnh vực chuyên ngành về dân số, sức khỏe sinh sản, sức khỏe tình dục, kế hoạch hóa gia đình tại Việt Nam.
Hiệp hội có tên giao dịch tiếng Anh là Vietnam Family Planning Association, viết tắt là VINAFPA.
Hội Kế hoạch hóa Gia đình Việt Nam được thành lập theo Quyết định số 13/TTg ngày 11/01/1993 của Thủ tướng Chính phủ.
Điều lệ Hội Kế hoạch hóa Gia đình Việt Nam được Bộ Nội vụ phê duyệt tại Quyết định số 148/QĐ-BNV ngày 25 tháng 02 năm 2021.
Văn phòng Hội Kế hoạch hóa Gia đình Việt Nam đặt tại địa chỉ CT4 số 2 đường Lê Đức Thọ, Mai Dịch, quận Bắc Từ Liêm, Hà Nội.
Hội Kế hoạch hóa Gia đình Việt Nam là thành viên của Mặt trận Tổ quốc Việt Nam, thành viên chính thức của Hiệp hội Kế hoạch hóa Gia đình Quốc tế IPPF (International Planned Parenthood Federation).

## Mục đích
Mục đích của Hội là tập hợp công dân, tổ chức Việt Nam có tâm huyết, tình nguyện tham gia với mục tiêu là phi lợi nhuận, đồng thời bảo vệ quyền, lợi ích hợp pháp của hội viên, hỗ trợ nhau hoạt động có hiệu quả, góp phần thực hiện các chương trình, chiến lược Quốc gia về dân số, sức khoẻ sinh sản, kế hoạch hoá gia đình, vì hạnh phúc người dân.